# 春山定
春山 定（はるやま さだむ、1900年 <明治33年> 6月1日 - 1974年 <昭和49年> 7月10日）は、日本の経営者。大分県大分市出身。位階は従四位。

## 経歴・人物
1925年に東京帝国大学経済学部経済学科を卒業し、帝国生命保険に入社。
1947年3月に取締役、同年7月に朝日生命保険常務を経て、1961年5月には社長に就任。1965年5月から1971年5月までに会長を務めた。
1965年6月から1967年6月までに生命保険協会会長を務めた。
1965年9月に藍綬褒章を受章し、1940年11月に勲三等旭日中綬章を受章。
1974年7月10日急性心不全により死去。74歳没。死没日付をもって従四位に叙された。